# Tim Shocks
Tim Rondale Shocks (ur. 12 maja 1971) – amerykański bokser, były mistrz świata IBA w kategorii lekkośredniej.

## Kariera zawodowa
Shocks na zawodowym ringu zadebiutował 30 kwietnia 1994 r., pokonując w debiucie Kanadyjczyka Roberta Dellapennę. Do czasu walki o Mistrzostwo Świata, Shocks stoczył 17. pojedynków, notując 14. zwycięstw i 3. porażki. 12 lutego 1997 r., Shocks został wyznaczony do pojedynku o pas IBA, mając za rywala reprezentanta Gujany Terrence'a Alliego. Shocks zwyciężył przez nokaut w ostatniej, dwunastej rundzie. Był to pierwszy pojedynek o pas IBA w kategorii lekkośredniej. Amerykanin nigdy nie przystąpił do obrony tytułu.
25 sierpnia 1997 r., Shocks zmierzył się z rodakiem Rodneyem Jonesem. Jones wygrał przez nokaut w ostatniej, dwunastej rundzie, zdobywając pas WBO NABO w kategorii junior średniej. Była to 4. porażka Shocksa na zawodowym ringu. Na ring powrócił 4 marca 1998 r., nokautując już w pierwszej rundzie brązowego medalistę olimpijskiego, Kenijczyka Chrisa Sande. Po wygranej z Kenijczykiem, Shocks stoczył jeszcze kilkadziesiąt pojedynków, notując głównie porażki. Walczył m.in. z przyszłymi mistrzami świata Maselino Masoe i Santiago Samaniego. Ostatni pojedynek Amerykanin stoczył 28 kwietnia 2007 r. W pojedynku w kategorii ciężkiej już w pierwszej rundzie pokonał go Malijczyk Cissé Salif.